# Macaos damlandslag i volleyboll
Macaos damlandslag i volleyboll  representerar Macao i volleyboll på damsidan. Laget har deltagit vid asiatiska mästerskapet, EAZVA-mästerskapen och lusofoniska spelen.

### Fotnoter
1. 1 2  ”Asian senior women volleyball championship” (på engelska). Asian Volleyball Confederation. https://asianvolleyball.net/new/asian-senoir-women-volleyball-championship/. Läst 11 februari 2023.
2. ↑  Preechachan (26 juni 2023). ”VIETNAM CROWNED WINNERS OF AVC CHALLENGE CUP” (på engelska). https://asianvolleyball.net/new/vietnam-crowned-winners-of-avc-challenge-cup/. Läst 8 juli 2023.